# Koceľovce
Koceľovce (do roku 1948 Gecelovce, maďarsky Gecelfalva) jsou obec na Slovensku v okrese Rožňava. V obci žije 231 obyvatel. První písemná zmínka o obci pochází z roku 1318.

## Kultura a zajímavosti

### Památky
- Evangelický kostel, jednolodní gotická stavba s polygonálním ukončením presbytáře a s představenou věží ze začátku 14. století. Nachází se v centrální části obce, obklopený zástavbou. V poslední třetině 14. století byl presbytář nadstaven a doplněn o freskovou výmalbu. Od dob reformace patří kostel evangelické církvi augsburského vyznání. V interiéru se nacházejí ve velkém rozsahu zachované fresky, které vyobrazují mariánský a christologický cyklus. Na klenbě se nacházejí vyobrazení jednotlivých evangelistů. Kromě toho jsou zde zobrazení i někteří světci. Dochovala se kompletní výmalba presbytáře z období let 1360–1380. Jejím autorem je anonymní středověký malíř nazývaný Mistr Ochtinského presbytáře, protože stojí i za výmalbou nedalekého kostela v Ochtiné. Fragmenty fresek jsou i v lodi kostela. Součástí zařízení kostela je gotická kamenná křtitelnice a barokní oltář. V roce 2019 bylo dokončeno několikaleté restaurování oltáře, které bylo provedeno za pomoci sdružení Gotická cesta. Loď byla v druhé polovině 18. století nově zaklenuta a doplněna o dřevěnou Emporu. Fasády kostela jsou členěny opěrnými pilíři a gotickými okny s ostěním a kružbou, ukončené jsou lomeným obloukem. Gotická věž je ve spodní části čtvercová, v horní oktogonální, ukončena atypickou jehlancovou helmicí z počátku 20. století. Oboje dveře vedoucí do věže mají gotické portály. Ve věži se nacházejí také typická gotická okna. V kostele se nacházejí také dvoje středověké dveře, a to zdobené kovové dveře vedoucí do sakristie, a boční dřevěné dveře.

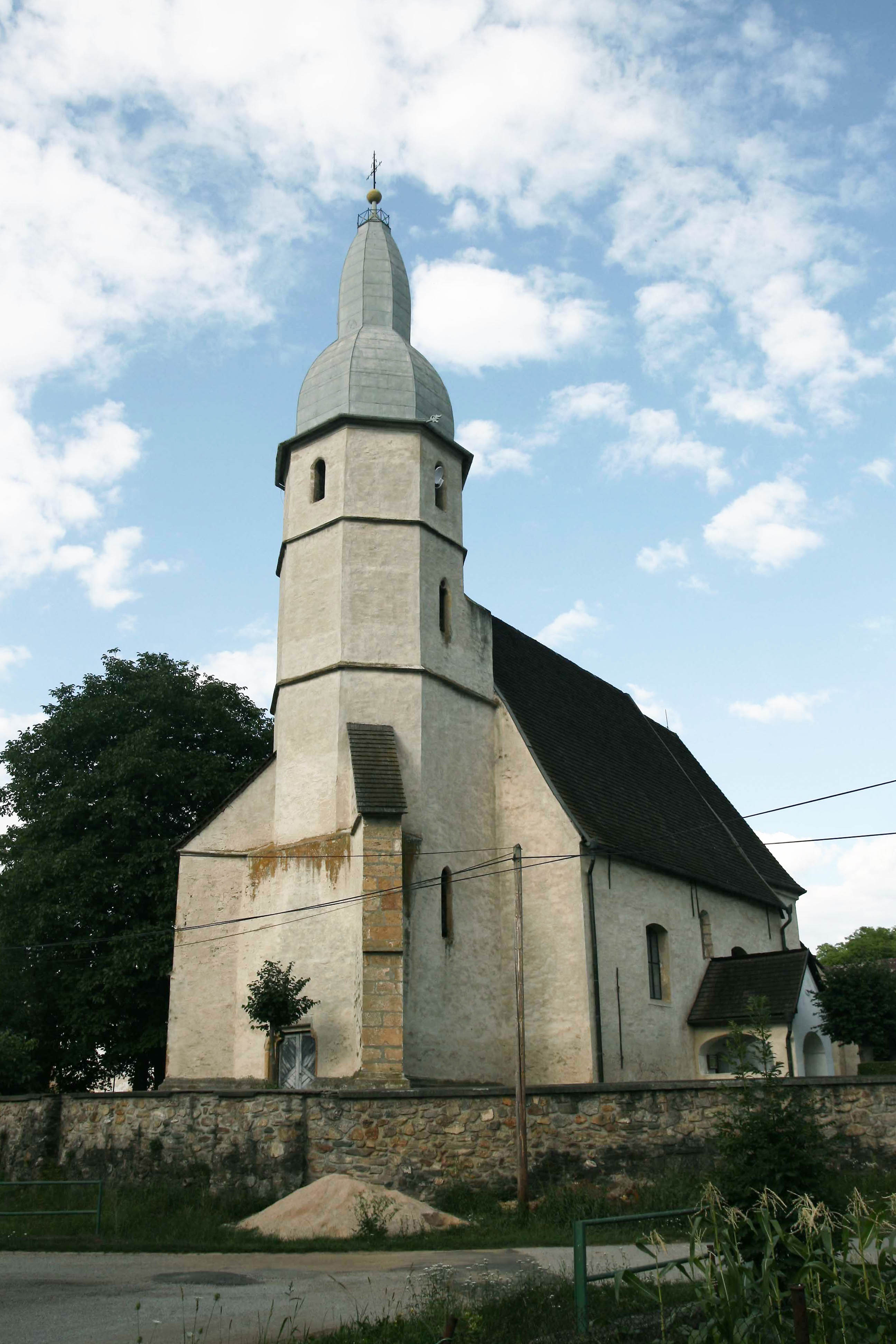
Pohled na kostel
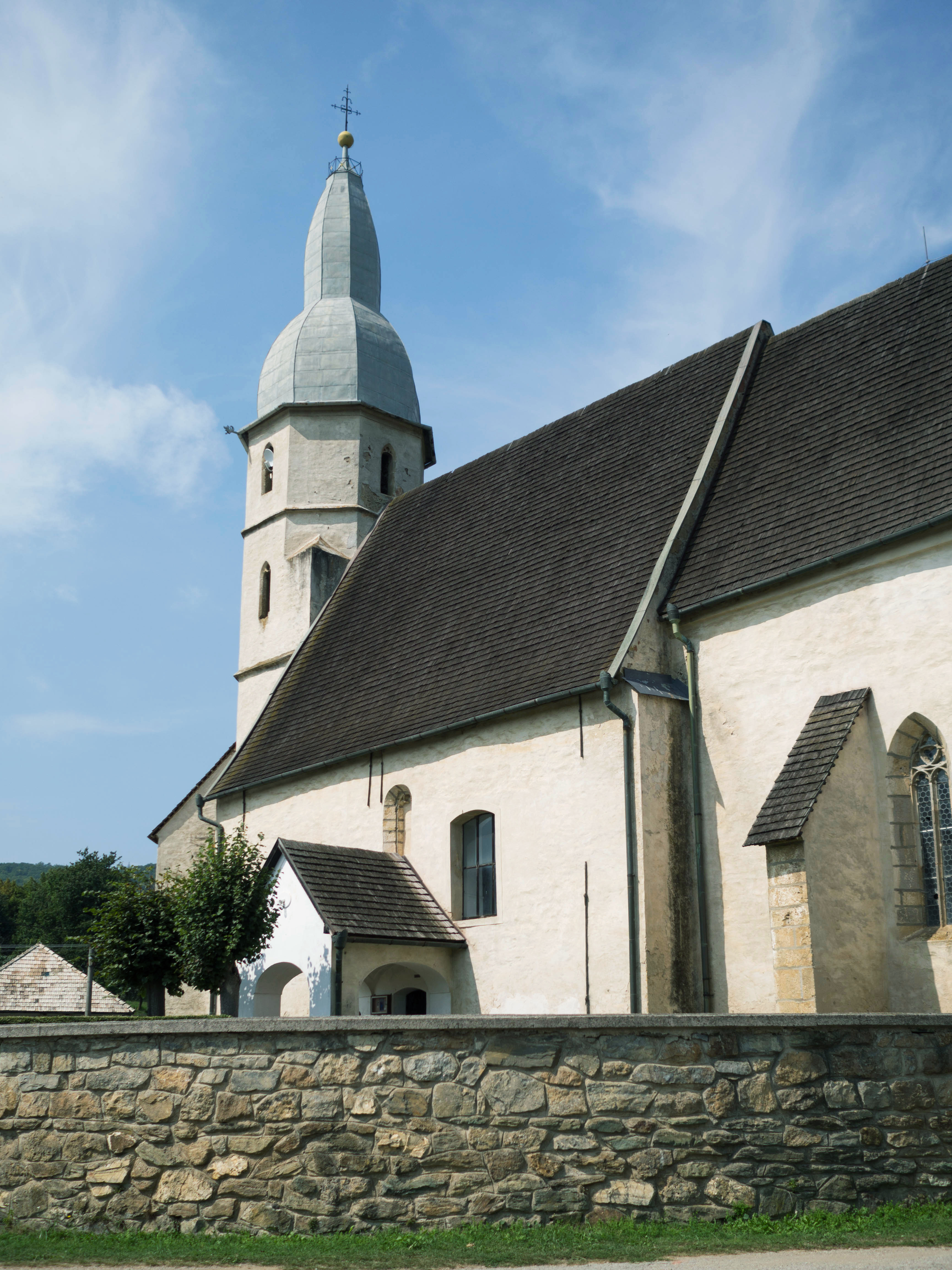
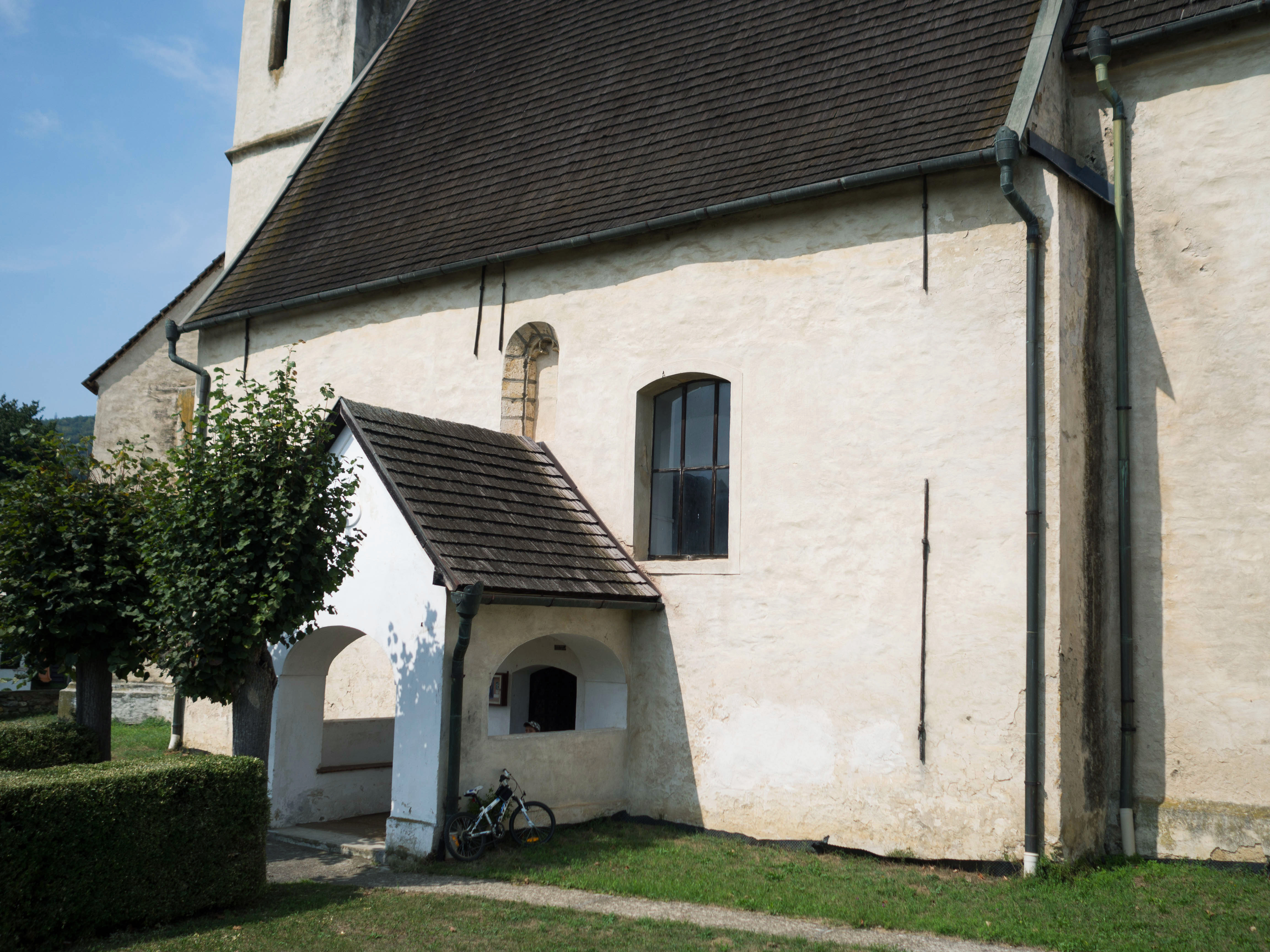
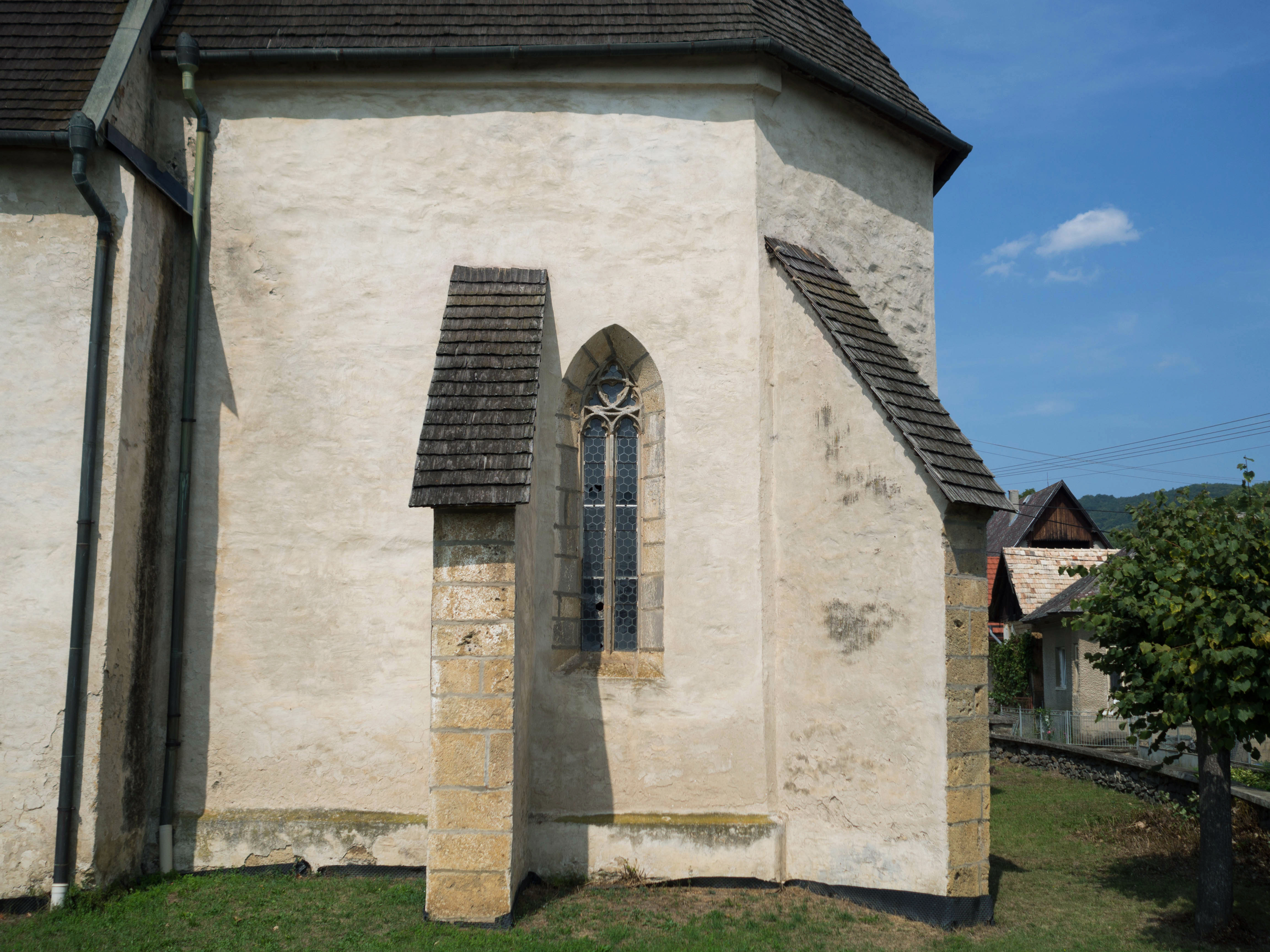
Detail presbytáře
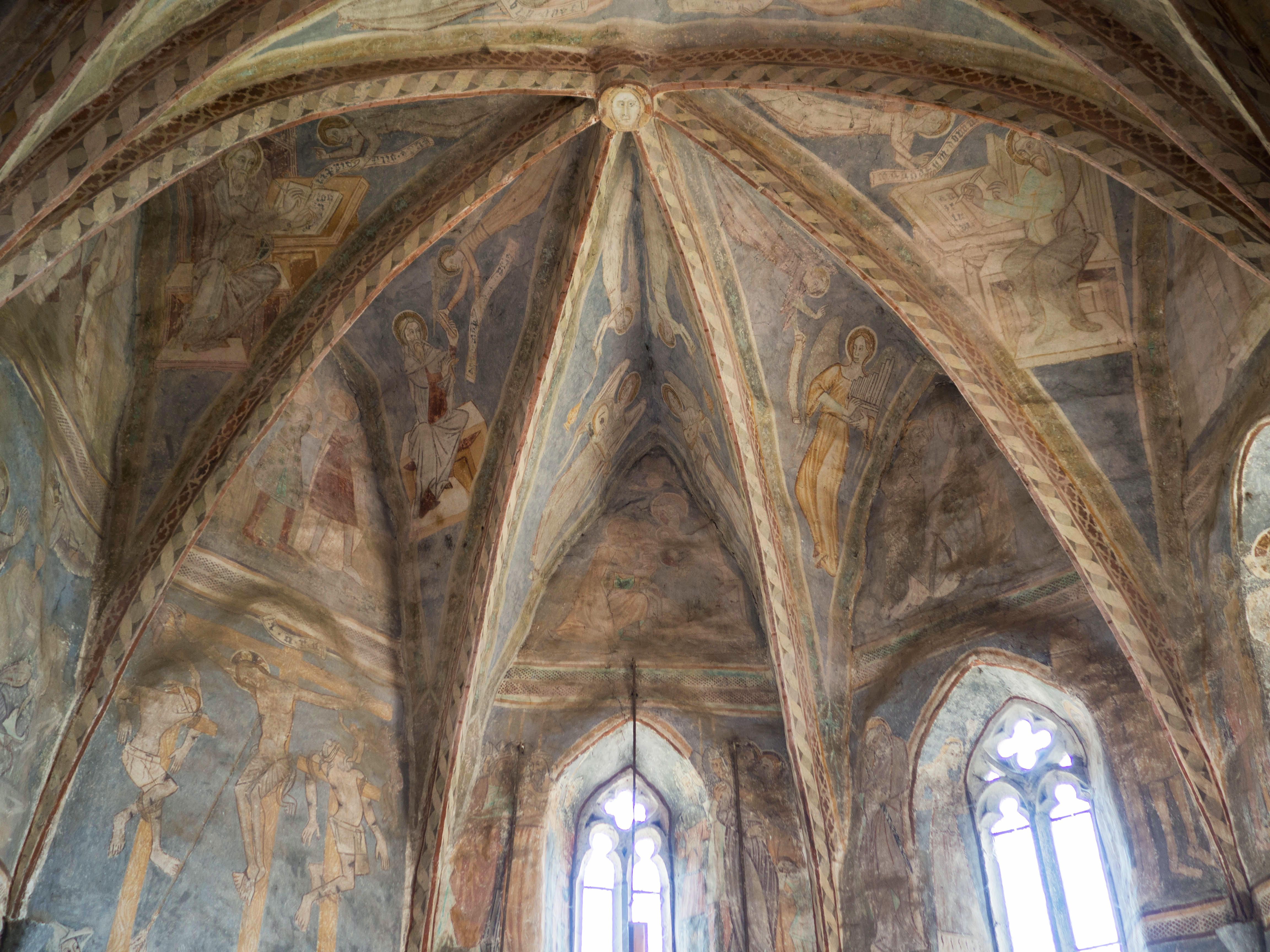
Klenby s freskovou výmalbou
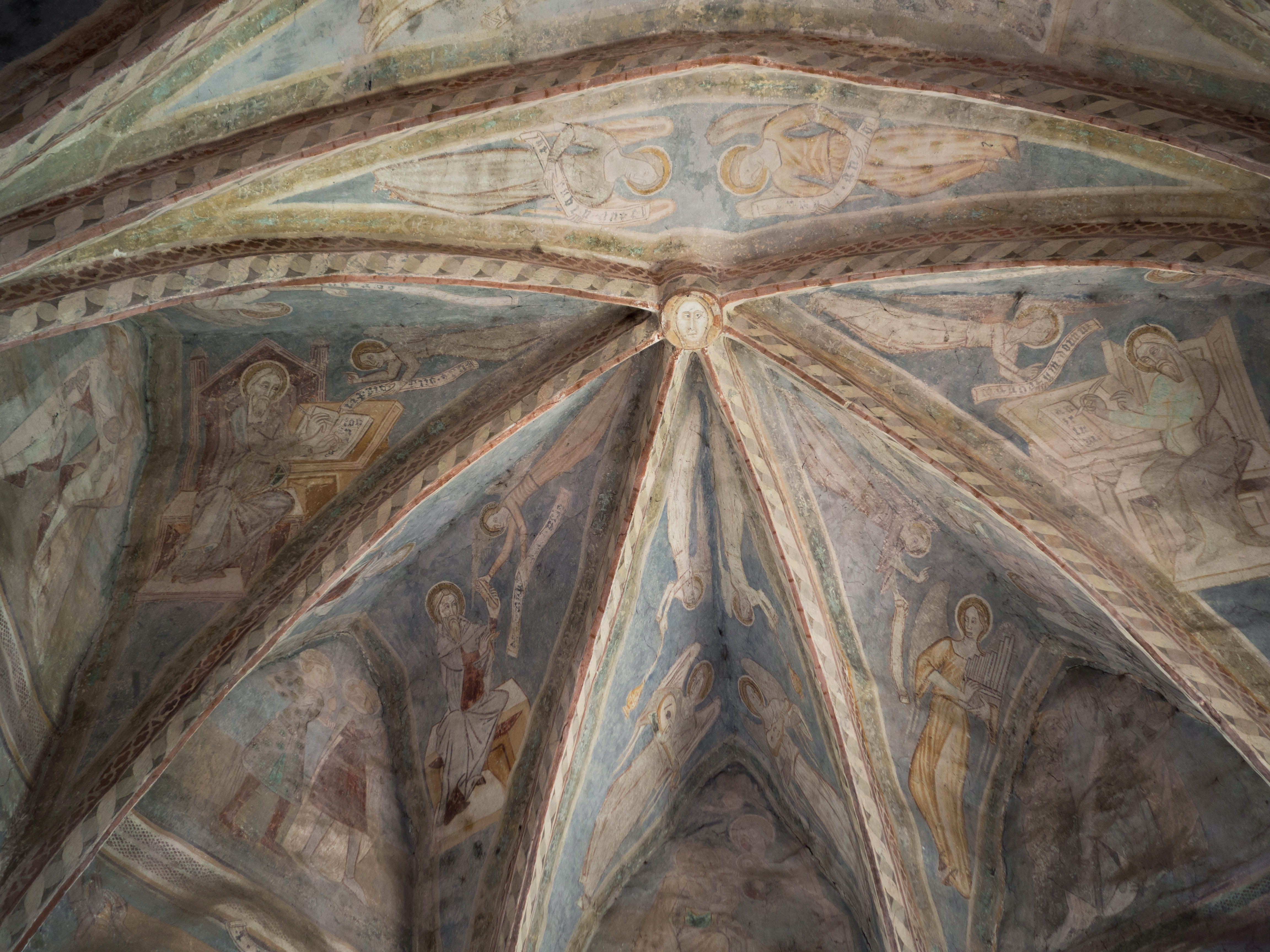
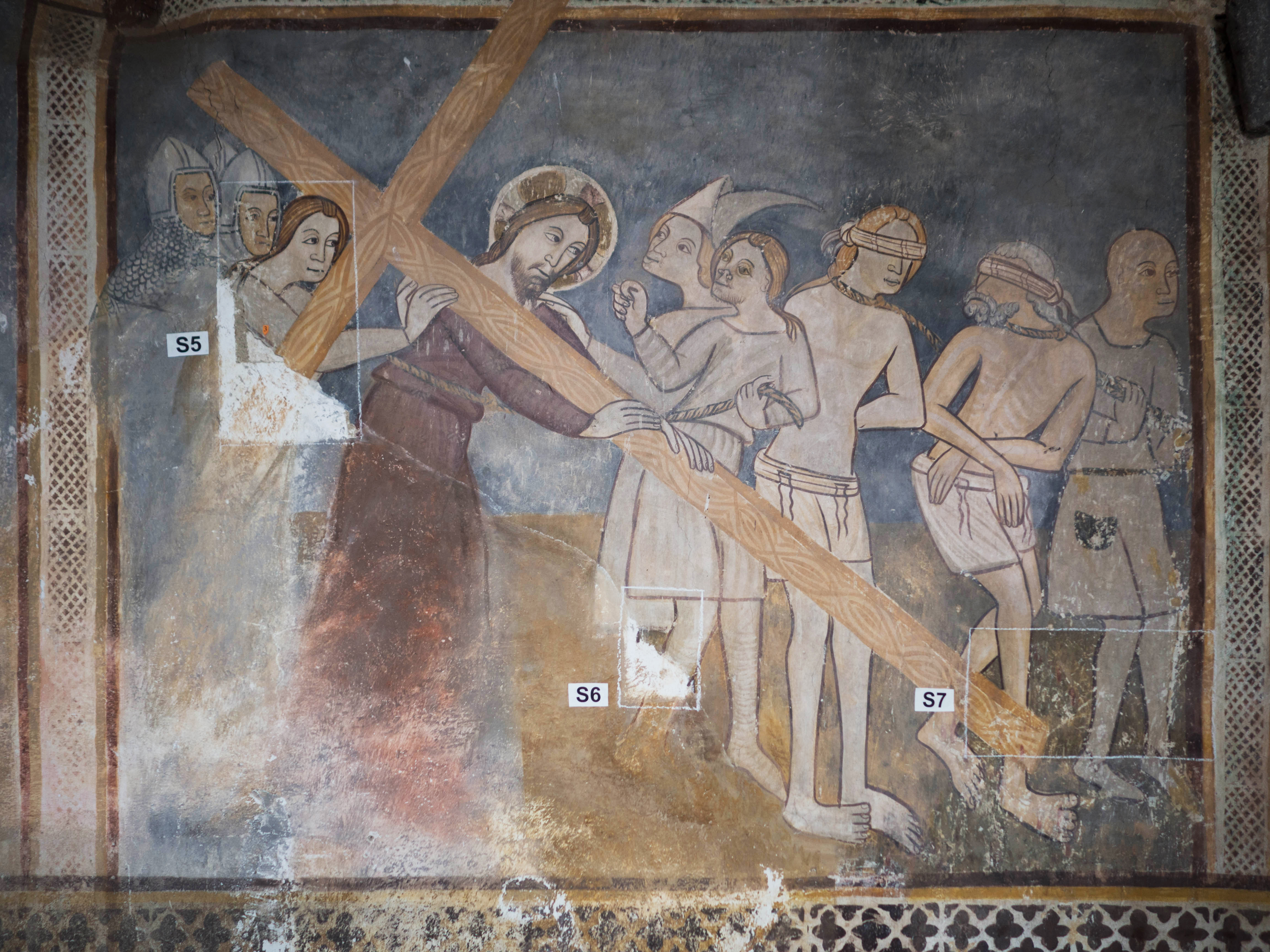
Freska Nesení kříže
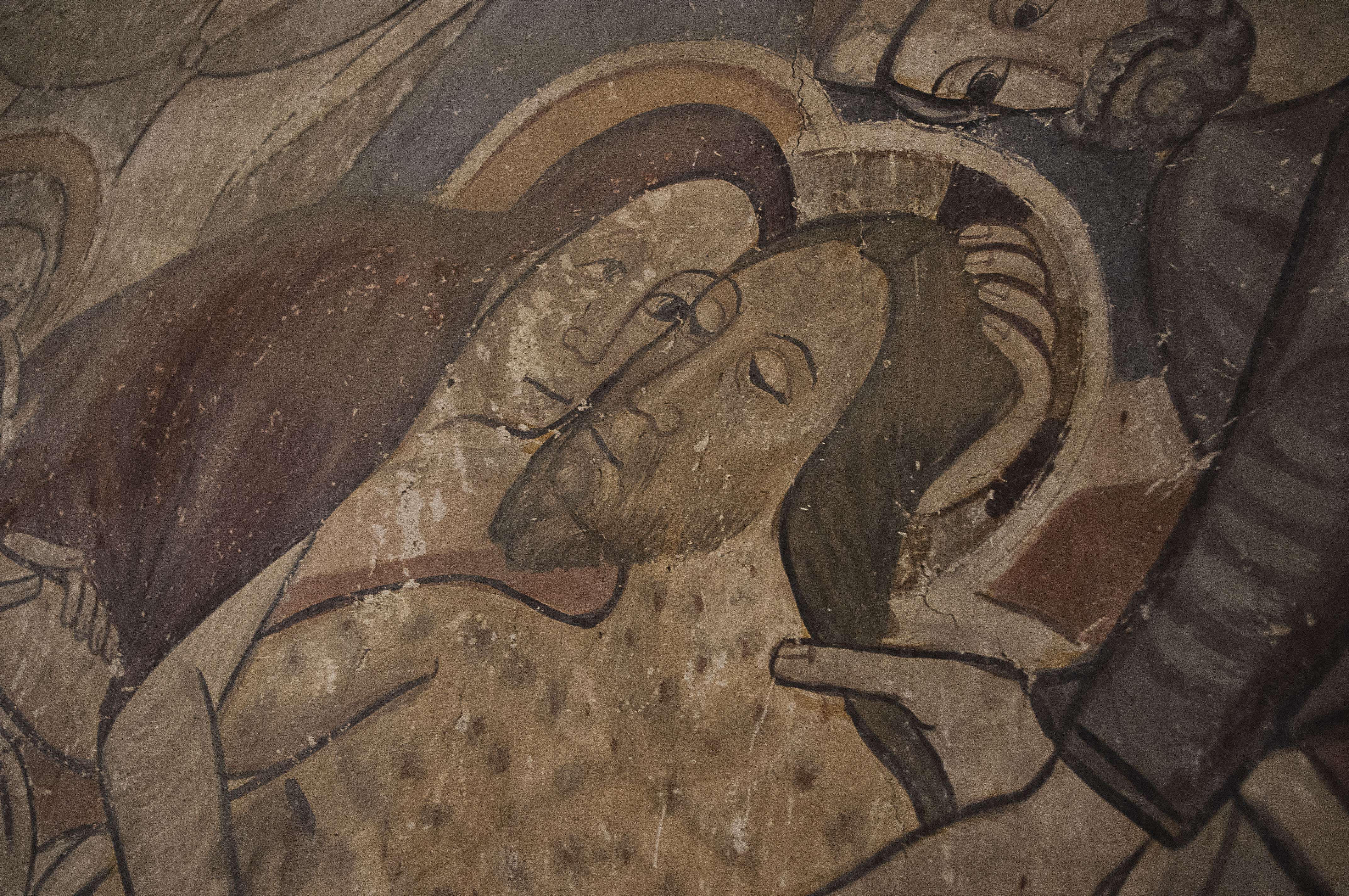
Freska zobrazující Marii s Ježíšem v náručí. Nosy a oči tvoří řecká písmena alfa a omega, což je odkazem na Bibli
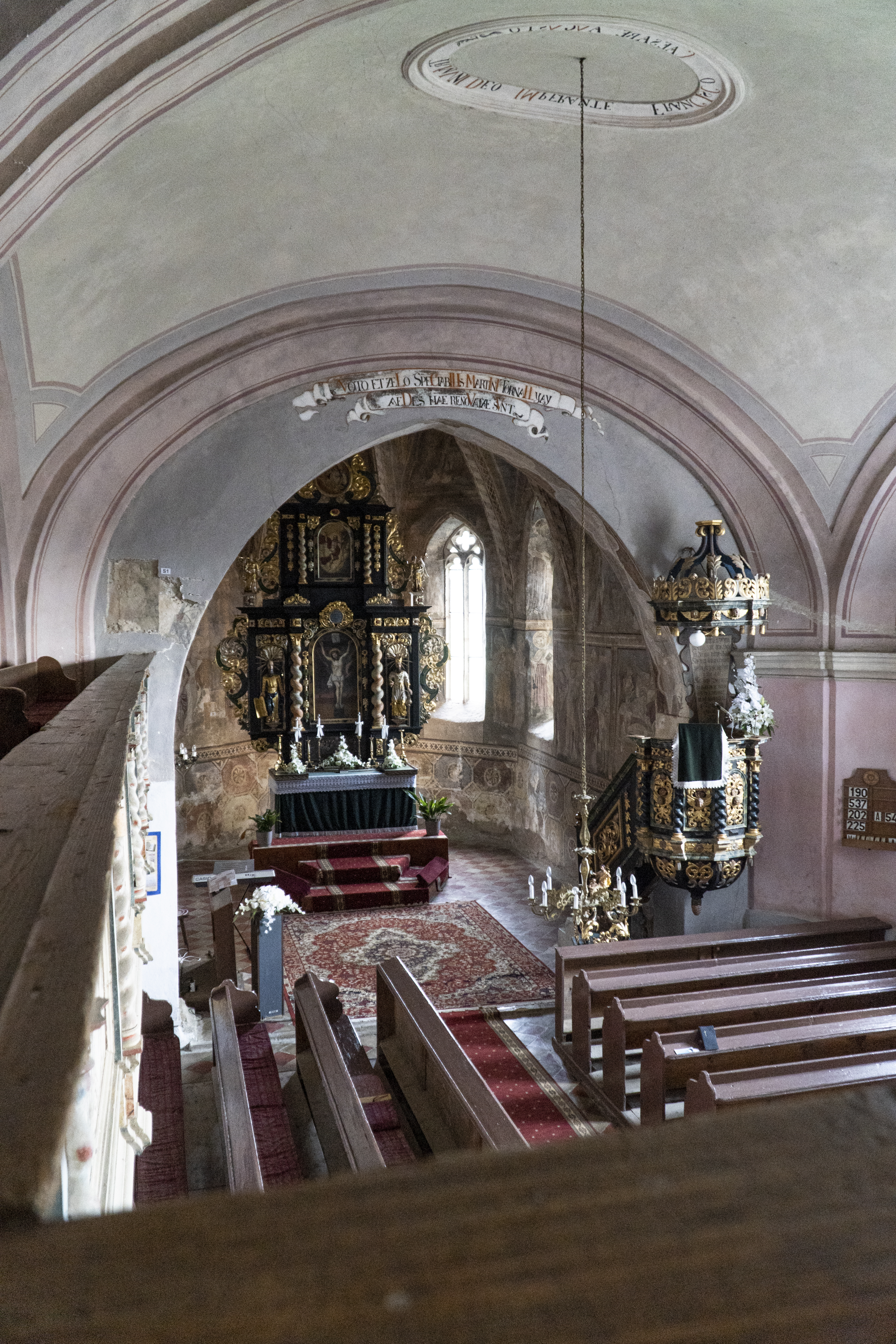
Pohled do lodě kostela se zrekonstruovaným barokním oltářem
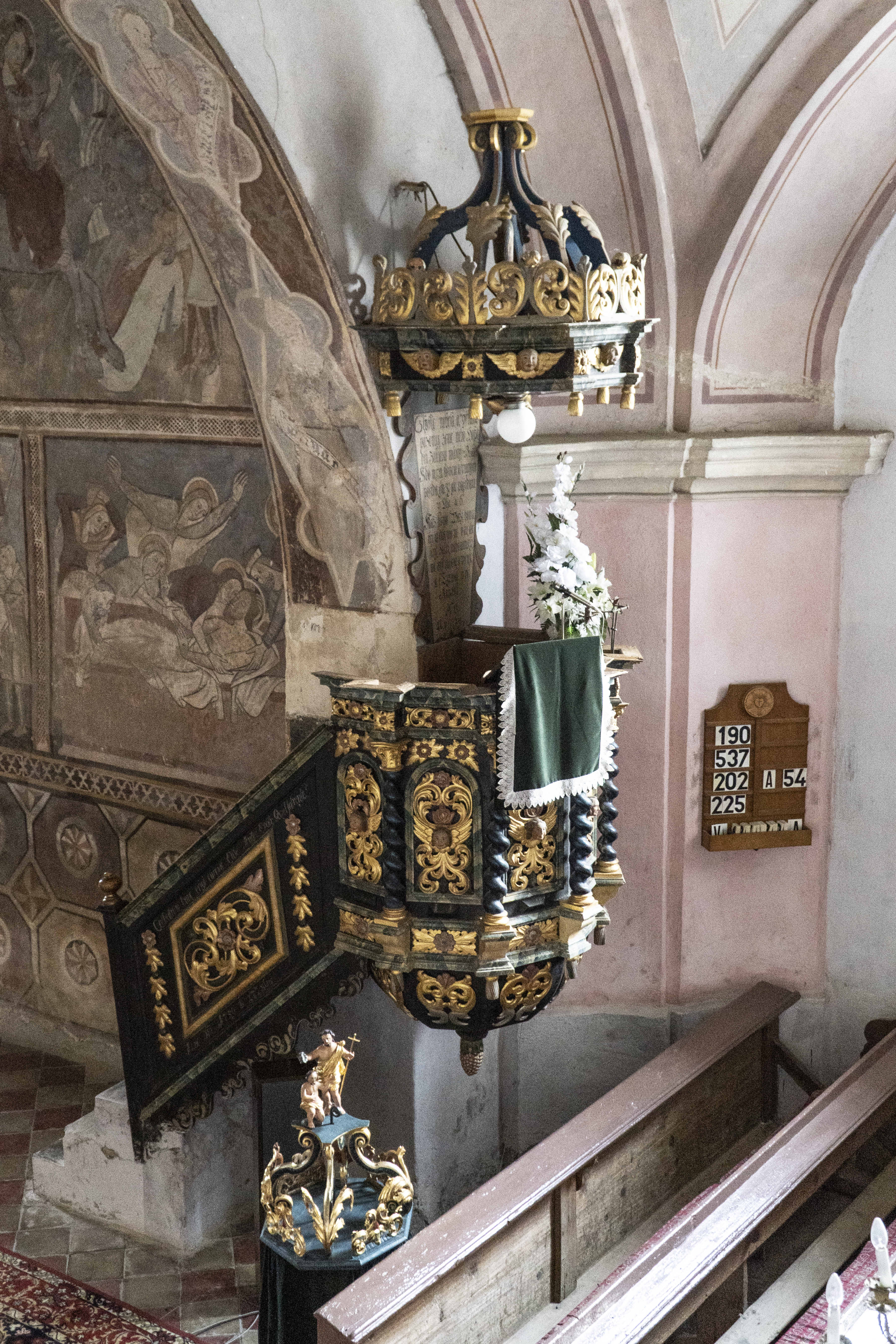
Barokní dřevěná kazatelna
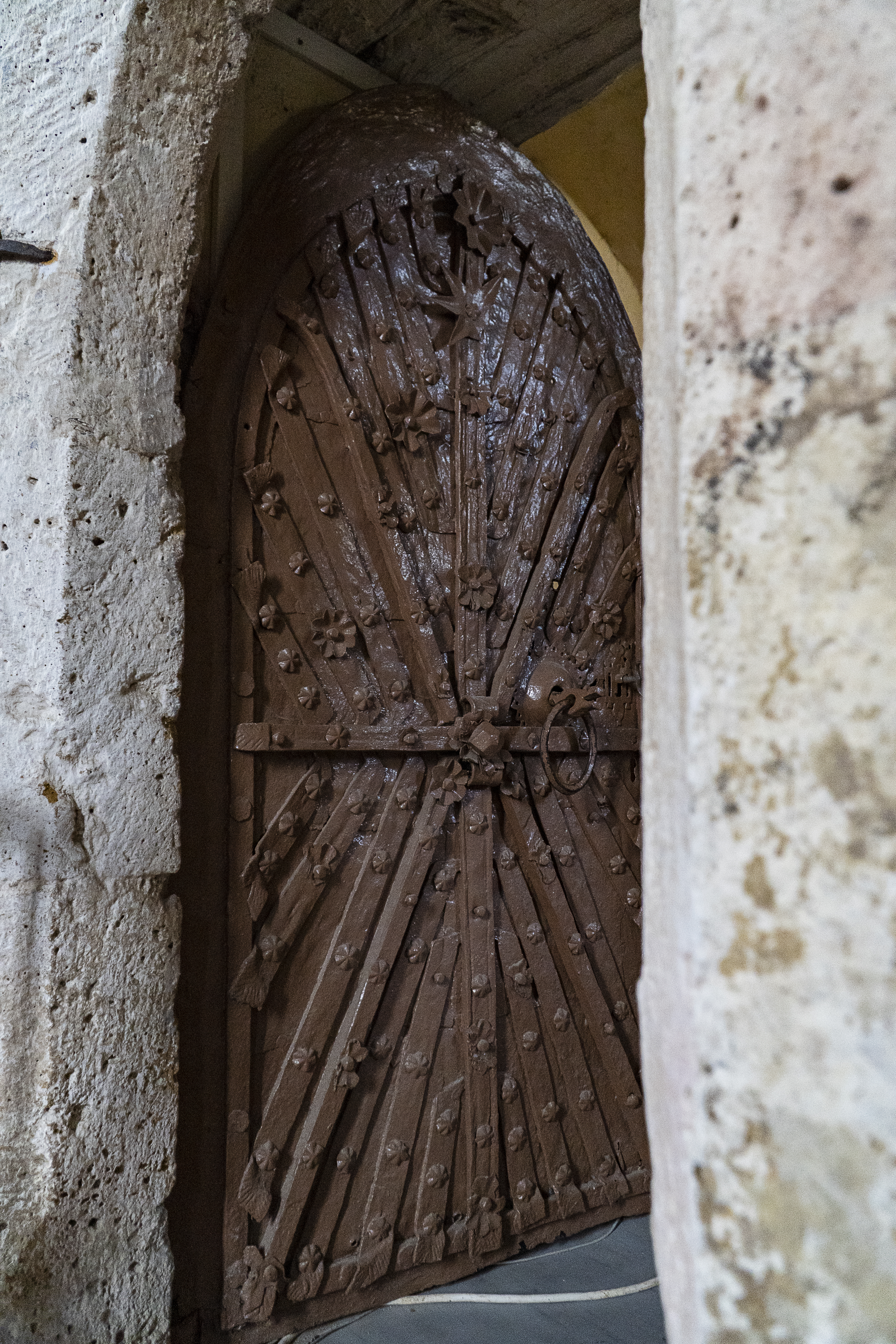
Zdobené středověké kované dveře do sakristie
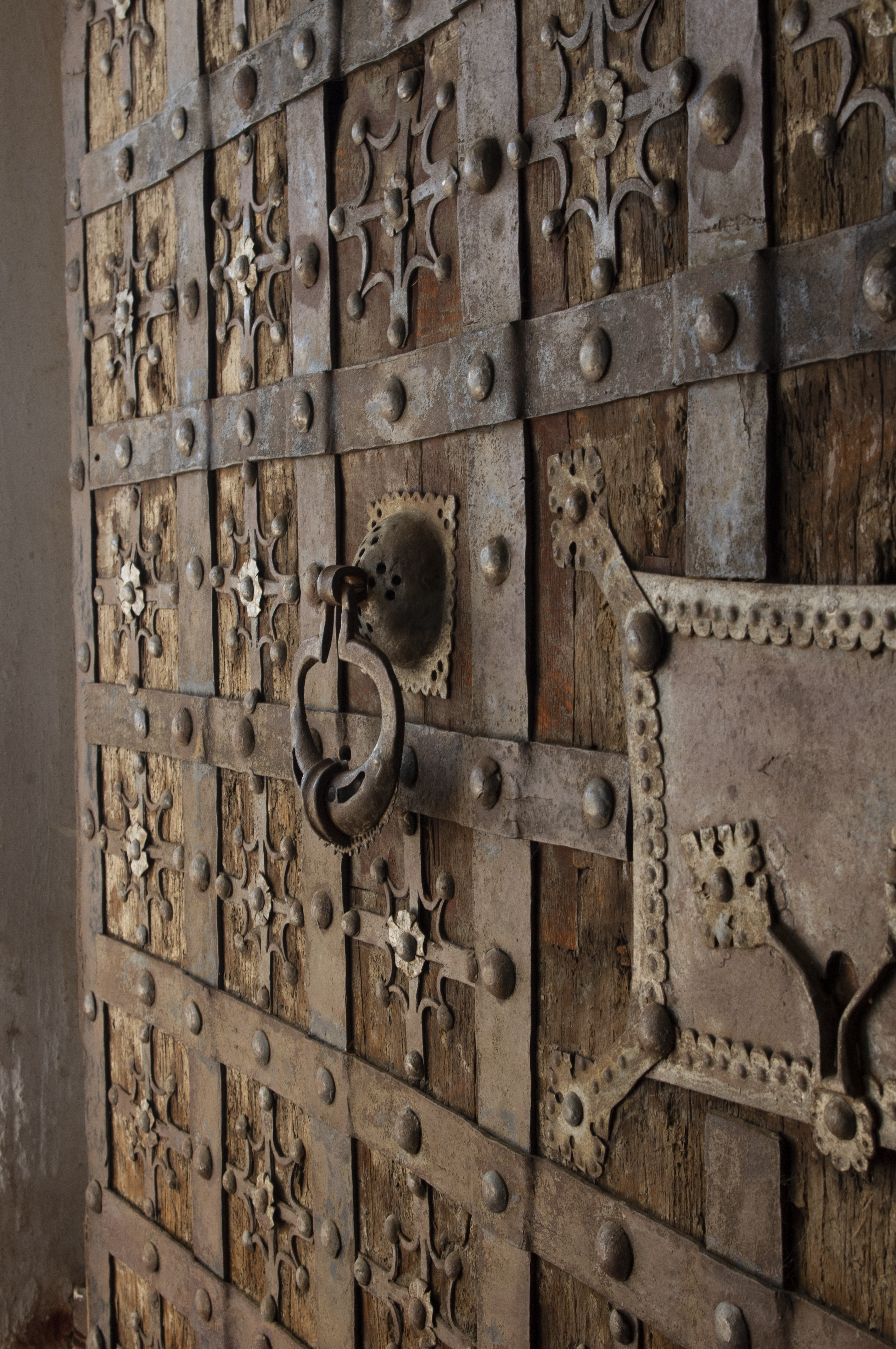
Detail bočních, pravděpodobně středověkých vstupních dveří